# Jun’ichirō Niwa
Pour les articles homonymes, voir Jun'ichirō.
Jun’ichirō Niwa (丹羽 純一郎, Niwa Jun'ichirō) (de son vrai nom Jun'ichirō Oda (織田 純一郎, Oda Jun'ichirō)), né le 22 mai 1852 et mort le 3 février 1919, est un traducteur et écrivain japonais.
Immédiatement après la restauration de Meiji, Niwa se rend en Grande-Bretagne pour y étudier. À son retour, il publie Karyū shun'wa, traduction du roman Ernest Maltravers d'Edward Bulwer-Lytton. Avec la parution de cet ouvrage en 1879, il présente l'une des premières adaptations au Japon d'une œuvre littéraire de l'Europe occidentale.

## Source de la traduction
- (de) Cet article est partiellement ou en totalité issu de l’article de Wikipédia en allemand intitulé « Niwa Jun’ichirō » (voir la liste des auteurs).